# Georgi Makaridze
Georgi Makaridze (né le 31 mars 1990) est un footballeur international géorgien. Il évolue au poste de gardien de but au CS Marítimo.

## Biographie
Dès son plus jeune âge, Makaridze est vu comme un prodige, comme en témoignent ses sélections internationales avant même l'âge de 17 ans. Il passe avec succès toutes les catégories d'âge en équipe nationale comme en club, avec le multiple champion Géorgien, le Dinamo Tbilissi. En 2007, il est vu avec ses jeunes camarades comme les grands espoirs du nouveau football géorgien. En tant que titulaire, il participe aux éliminatoires de l'Euro 2008 avec les A et fait partie de l'équipe dite de l'exploit, ayant gagné contre l'Écosse le 17 octobre 2007 (2-0). À cette date, il n'a que 17 ans. À 18 ans, il a joué plus de trente matchs pour son club formateur avec qui il est en fin de contrat. Il est alors courtisé par Dortmund et le Werder Brême. 
Il signe le 12 janvier 2009 au Mans. Son arrivée n'est pas étrangère à la présence au club, d'un autre international géorgien : le milieu Amiran Sanaia. Après son arrivée, Georgi Makaridze évolue en réserve bien qu'il soit là aussi en concurrence avec le tout jeune international des moins de 20 ans, Thibault Ferrand. Son physique est à rapprocher de celui de l'ancien gardien numéro 1 du MUC, Yohann Pelé. Grand et longiligne, il ne fait que trois centimètres de moins que Pelé, ce qui laissait présager de bonnes choses dans un rôle de remplaçant de l'albatros. Pendant de longs mois, il apprend surtout au contact de Rodolphe Roche.  
Après le départ de Yohann Pelé pour Toulouse et le prêt de Ferrand à Reims, il devient titulaire en CFA. À 19 ans il compte déjà 5 sélections à son actif avec l'équipe nationale de Géorgie. Alors que beaucoup d'observateurs et de suiveurs du club pense que Makaridze va devenir gardien numéro 2 après le départ de Pelé, il est directement supplanté par Didier Ovono, autre recrue de son ancien club, le Dinamo Tbilissi. Dès le début de la saison, il commence en tant que troisième gardien du club sarthois, barré par Roche et Ovono ; il joue ainsi en CFA avec la réserve mais s'entraine avec les pros, surtout après la blessure de Roche en début de saison, ce qui le fait devenir numéro 2 pour quelque temps. Il réalise son premier match pro avec le MUC le 23 septembre 2009 à l'occasion des 16e de finale de la coupe de la ligue 2009-2010 contre Nîmes. Il n'encaisse aucun but, aidant à une victoire finale de 3 buts à 0. À la suite des boulettes du gardien gabonais Didier Ovono, l'entraineur du Mans, Paulo Duarte décide de lui donner sa chance en Ligue 1 le 29 novembre 2009 contre Saint-Étienne (1-1). Il réussit un match très moyen mais réussit à convaincre de lui donner de nouveau sa chance à Montpellier la journée suivante. Peu rassurant durant son match (encaissant notamment un lob de 25 mètres par Karim Aït-Fana), il retourne sur le banc pendant deux rencontres avant de jouer en CFA avec l'équipe réserve jusqu'à la fin de saison.
Au début de la saison 2010-2011, il est la doublure de Didier Ovono qui a retrouvé sa place en tant que titulaire dans les cages du Mans descendu en Ligue 2 la saison précédente. Pour la saison 2011-2012, il sera à nouveau la doublure du gabonais Didier Ovono mais aura sans doute sa chance lors des matchs de Coupe de France, voire ceux de Coupe de la Ligue. Il aura aussi la lourde tâche de suppléer le gabonais lors de la CAN 2012. Il résilie son contrat qui le lie avec le club manceau le 28 juin 2013.
Georgi est un très grand fan de l'AS Roma depuis son plus jeune âge, il a déclaré dans une interview que son plus grand rêve serait de jouer un jour là-bas.

## Sélection nationale
Il compte treize sélections avec l'équipe de Géorgie, honorées en 2007-2008.

## Carrière
- 2007-jan. 2009 : Dinamo Tbilissi  Géorgie
- jan. 2009-2013 : Le Mans UC  France[7]